# Палладинські ставки
Палладинські ставки - група ставків на струмку Палладинський, розташовані у Феофанії на території Голосіївського району м. Київ.
Площа – 0,041 км² (4,1 га).

## Географія
Площа та параметри (довжина × ширина) ставків зверху вниз за течією струмка – з півночі на південь: 
- № 1 – 0,5 га 165×50 м,
- № 2 – 1,3 га 260×45 м,
- № 3 – 0,7 га 145×45 м,
- № 4 – 0,5 га 145×35 м,
- № 5 – 1,1 га 155×75 м.

Водойми відносяться до типу декоративно-рекреаційні.
Палладинські стави розташовані на території парку Феофанія, на південний схід від вулиці Академіка Лебедєва (крім ставка № 1, він лежить північніше). Північніше в безпосередній близькості розташований Свято-Пантелеймонівський монастир.
Група представлена 5 водоймищами (№ 1-5, зверху вниз за течією). Вони розташовані каскадом із півночі на південь і розділені греблями.
У літній період ставки є місцем відпочинку городян. У зимовий період ставки замерзають повністю.
На північному ставку розташований острів із альтанкою, до яких йде місток.

## Природа
У воді є водна рослинність. Тут зустрічаються водоплавні птахи.

## Походження назви
У Феофанії у повоєнний час розмістилися польові експериментальні бази Інституту ботаніки АН України та Інституту зоології АН України. На струмку, який місцеві жителі називали Стратівка, було дві невеликі ставки. Другий рекреаційний ставок, на правому березі якого стояв невеликий академічний будиночок, який часто відвідував А. В. Палладін - відомий вчений-біохімік, президент АН України у 1946 - 1962 роках. З кінця 1950-х років. цей став у народі отримав назву «Палладінський».
Така гідрографічна ситуація в урочищі Феофанія проіснувала до початку 2000-х років, коли вона змінилася внаслідок будівництва садово-паркового комплексу «Феофанія». Колишня назва одного ставка трансформувалася на каскад із 5 ставків.
Після каскаду ставків, виходячи за межі парку «Феофанія», струмок протікає біля підніжжя Хотовського городища скіфських часів.